# Багатоканальна архітектура пам'яті
У галузях цифрової електроніки й апаратного забезпечення багатоканальна архітектура пам'яті — технологія, що збільшує швидкість передавання даних між пам'яттю DRAM і контролером пам'яті шляхом додавання більшої кількості каналів комунікації між ними. Теоретично це помножує швидкість передавання даних на точну кількість наявних каналів. Двоканальна пам'ять використовує два канали. Техніка сходить до 1960-тих, коли використовувалася в IBM System/360 Model 91 й у CDC 6600.
Сучасні висококласні процесори на кшталт серій Intel i7 Extreme й AMD Ryzen Threadripper, а також різні Xeon підтримують чотириканальну пам'ять. У березні 2010 року AMD випустила Socket G34 і процесори серії Magny-Cours Opteron 6100 з підтримкою чотириканальної пам'яті. 2006 року Intel випустила чипсети, що підтримують чотириканальну пам'ять, для своєї платформи LGA 771, а 2011 року і для платформи LGA 2011. Було розроблено мікрокомп'ютерні чипсети з навіть більшою кількістю каналів; наприклад, чипсет у AlphaStation 600 (1995) підтримує восьмиканальну пам'ять, але об'єднавча плата машини обмежує оперування до чотирьох каналів.

## Двоканальна архітектура

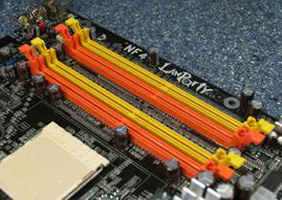
Двоканальні роз'єми пам'яті, кодовані помаранчевим і жовтим кольорами для цієї конкретної материнської плати

Контролери пам'яті з двоканальною підтримкою в системній архітектурі ПК використовують два 64-розрядні канали даних. Двоканальність не слід плутати з подвійною швидкістю передавання даних (DDR), в якій обмін даними відбувається двічі на такт DRAM. Дві технології не залежать одна від одної, і багато материнських плат використовують обидві за допомогою пам'яті DDR у двоканальній конфігурації.

### Оперування
Двоканальна архітектура вимагає здатну до двоканальності материнську плату та два чи більше модулі пам'яті DDR, DDR2, DDR3, DDR4 або DDR5. Модулі пам'яті встановлюються у відповідні банки, які зазвичай кодовані кольором на материнській платі. Ці окремі канали дозволяють контролеру пам'яті мати доступ до кожного модулю пам'яті. Ідентичні модулі пам'яті не вимагаються, але часто рекомендуються для найкращого двоканального функціювання.
Материнські плати, що підтримують двоканальну схему розподілу пам'яті, як правило, мають кодовані кольором роз'єми DIMM. Схеми забарвлення нестандартизовані та мають супротивні значення залежно від намірів виробника материнської плати та її фактичного дизайну. Відповідні кольори можуть або вказувати, що роз'єми відносяться до одного каналу (це означає, що пари DIMM повинні встановлюватися у різнокольорові роз'єми), або вони можуть використовуватися для позначення того, що пари DIMM повинні встановлюватися до однокольорових (це означає, що кожен роз'єм одного кольору відноситься до іншого каналу). Керівництво материнської плати забезпечує пояснення того, як встановлювати пам'ять для цієї конкретної одиниці. Відповідна пара модулів пам'яті зазвичай може розміщуватися у першому банку кожного каналу, а пари модулів різної ємності у другому банку.
Модулі з різними швидкостями передавання даних можуть працювати у двоканальному режимі, хоча тоді на материнській платі всі модулі пам'яті працюватимуть на швидкості найповільнішого модулю. Деякі материнські плати, проте, мають проблеми сумісності з певними брендами чи моделями пам'яті, коли намагаються використовувати їх у двоканальному режимі. З цієї причини загалом рекомендується використовувати ідентичні пари модулів пам'яті, саме тому більшість виробників пам'яті наразі продають «комплекти» відповідних пар DIMM. Деякі виробники материнських плат підтримують лише конфігурації, де використовується «відповідна пара» модулів. Відповідна пара повинна відповідати в:
- Ємності (наприклад, 1024 МБ). Певні чипсети Intel підтримують чипи різної ємності у тому, що вони називають Flex Mode: ємність, що може відповідати, працює в двох каналах, тоді як решта працює в одному каналі.
- Швидкість (наприклад, PC5300). Якщо швидкість не однакова, використовуватиметься нижня швидкість двох модулів. Аналогічно, використовуватиметься вища латентність двох модулів.
- Однакова латентність CAS (CL) або строб-адреса колонки.
- Кількість чипів і боків (наприклад, два боки з чотирма чипами на кожному боці).
- Відповідний розмір рядків і колонок.

Двоканальна архітектура — технологія, реалізована у материнських платах їх виробниками та не застосовна до модулів пам'яті. Теоретично, будь-яка відповідна пара модулів пам'яті може використовуватися в одно- чи двоканальному функціюванні, наданому материнською платою, що підтримує цю архітектуру.

### Продуктивність
Теоретично, двоканальні конфігурації подвоюють пропускну здатність пам'яті порівняно з одноканальними. Це не слід плутати з подвійною швидкістю передавання даних (DDR) пам'яті, який подвоює використання шини DRAM передаванням даних на висхідні та спадні краї тактових сигналів шини пам'яті.
Tom's Hardware знайшов малозначущу відмінність між одно- та двоканальними конфігураціями у синтетичних й ігрових тестах продуктивності (використовуючи «сучасне (2007)» налаштування системи). У його тестах двоканальність дала у кращому випадку 5 % збільшення швидкості в завданнях із інтенсивним використанням пам'яті. Інше порівняння Laptop logic мало наслідком схожий висновок для вбудованої графіки. Тестові результати, опубліковані Tom's Hardware, мали порівняння дискретної графіки.
Інший тест продуктивності, виконаний TweakTown за допомогою SiSoftware Sandra, виміряв близько 70 % збільшення продуктивності чотириканальної конфігурації порівняно з двоканальною:p. 5. Інші тести, виконані TweakTown на ту ж тему, не показали значних відмінностей у продуктивності, що призводить до висновку, що не все програмне забезпечення тестів продуктивності відповідає завданню експлуатування підвищеного паралелізму, пропонованого багатоканальними конфігураціями пам'яті:p. 6.

### Спарена проти неспареної
Двоканальність спочатку задумувалася як спосіб максимізувати пропускну здатність пам'яті сполученням двох 64-розрядних шин у єдину 128-розрядну[джерело?]. Це ретроспективно називається «спареним» режимом. Однак, через тьмяні посилення продуктивності у застосунках споживача сучасніші реалізації двоканальності за замовчуванням використовують «неспарений» режим, який підтримує дві 64-розрядні шини пам'яті, але дозволяє незалежний доступ до кожного каналу на підтримку багатонитевості з багатоядерними процесорами.
Відмінність «спареної» та «неспареної» також можна уявити як аналогію зі способом роботи RAID 0 порівняно з JBOD. RAID 0 (аналогічний «спареному» режиму), у кращому випадку є додатковим логічним шаром для надання ліпшого (в ідеалі парного) використання всіх доступних апаратних одиниць (пристроїв зберігання чи модулів пам'яті) та підвищення загальної продуктивності. З іншого боку, JBOD (аналогічний «неспареному» режиму) спирається на статистичне використання шаблонів для забезпечення збільшеної загальної продуктивності через навіть використання всіх доступних апаратних одиниць.

## Триканальна архітектура

### Оперування
DDR3 триканальна архітектура використовується в серії Intel Core i7-900 (серія Intel Core i7-800 підтримує лише до двоканальної). Платформа LGA 1366 (наприклад, Intel X58) підтримує триканальність DDR3, як правило, 1333 і 1600 МГц, але може працювати на вищих тактових частотах на певних материнських платах. Процесори AMD Socket AM3 не використовують триканальну архітектуру DDR3, але натомість використовують двоканальну пам'ять DDR3. Те саме стосується серій Intel Core i3, Core i5 та Core i7-800, які використовуються на платформах LGA 1156 (наприклад, Intel P55). Згідно з Intel, Core i7 з DDR3, функціюючи на 1066 МГц, пропонуватиме пікові швидкості передавання даних 25,6 ГБ / с, коли функціює у триканальному перемежованому режимі. Це, заявляє Intel, призводить до швидшої продуктивності системи, а також вищої продуктивності на Ватт.
При оперуванні у триканальному режимі латентність пам'яті знижується через перемежування, що означає те, що доступ до кожного модулю здійснюється послідовно для менших бітів даних, а не повністю заповнюючи один модуль перед доступом до наступного. Дані поширюються серед модулів альтернативним шаблоном, потенційно потроюючи доступну пропускну здатність пам'яті для тієї ж кількості даних, на відміну від зберігання їх усіх на одному модулі.
Архітектура може використовуватися, лише коли всі три, чи множник трьох, модулі пам'яті ідентичні за ємністю та швидкістю, й розміщені у триканальних гніздах. Коли два модулі пам'яті встановлено, архітектура функціюватиме в режимі двоканальної архітектури.

### Підтримувані процесори
| Intel Core i7: - Intel Core i7-9xx Bloomfield, Gulftown - Intel Core i7-9x0X Gulftown | Intel Xeon: - Intel Xeon E55xx Nehalem-EP - Intel Xeon E56xx Westmere-EP - Intel Xeon ECxxxx Jasper Forest - Intel Xeon L55xx Nehalem-EP - Intel Xeon L5609 Westmere-EP - Intel Xeon L5630 Westmere-EP - Intel Xeon L5640 Westmere-EP - Intel Xeon LC55x8 Jasper Forest - Intel Xeon Wxxxx Bloomfield, Nehalem-EP, Westmere-EP - Intel Xeon X55xx Nehalem-EP - Intel Xeon X56xx Westmere-EP - Intel Xeon x4xx v3 - Intel Pentium 14xx v3 - Intel Xeon x4xx v2 - Intel Pentium 14xx v2 - Intel Xeon x4xx - Intel Pentium 14xx |

## Чотириканальна архітектура

### Оперування
Чотириканальна DDR4 замінила DDR3 на платформі Intel X99 LGA 2011, і також використовується у платформі AMD Threadripper. DDR3 чотириканальна архітектура використовується у платформах AMD G34 й Intel X79 LGA 2011. Процесори AMD для платформи C32 та процесори Intel для платформи LGA 1155 (наприклад, Intel Z68) натомість використовують двоканальну пам'ять DDR3.
Архітектура може використовуватися, лише коли всі чотири модулі пам'яті (чи множник чотирьох) ідентичні за ємністю та швидкістю, й розміщені у чотириканальних гніздах. Коли встановлено лише два модулі пам'яті, система функціонуватиме у двоканальному режимі; а коли три — у триканальному.

### Підтримувані процесори
| AMD Threadripper: - AMD Threadripper 2nd gen 2990WX - AMD Threadripper 2nd gen 2970WX - AMD Threadripper 2nd gen 2950X - AMD Threadripper 2nd gen 2920X - AMD Threadripper 1950X - AMD Threadripper 1920X - AMD Threadripper 1900x AMD Opteron: - Opteron 6100-series «Magny-Cours» (45 нм) - Opteron 6200-series «Interlagos» (32 нм) - Opteron 6300-series «Abu Dhabi» (32 нм) | Intel Core: - Intel Core i7-9800X - Intel Core i9-7900X - Intel Core i7-7820X - Intel Core i7-7800X - Intel Core i7-6950X - Intel Core i7-6900K - Intel Core i7-6850K - Intel Core i7-6800K - Intel Core i7-5960X - Intel Core i7-5930K - Intel Core i7-5820K - Intel Core i7-4960X - Intel Core i7-4930K - Intel Core i7-4820K - Intel Core i7-3970X - Intel Core i7-3960X - Intel Core i7-3930K - Intel Core i7-3820 | Intel Xeon: - Intel Xeon E5-x6xx v4 - Intel Xeon E7-x8xx v3 - Intel Xeon E5-x6xx v3 - Intel Xeon E7-x8xx v2 - Intel Xeon E5-x6xx v2 - Intel Xeon E7-x8xx - Intel Xeon E5-x6xx |

## Шестиканальна архітектура
Підтримується серверними процесорами Qualcomm Centriq та процесорами Intel Xeon Scalable.

## Восьмиканальна архітектура
Підтримується серверними процесорами AMD Epyc і Cavium ThunderX2.